# John L. MacDonald

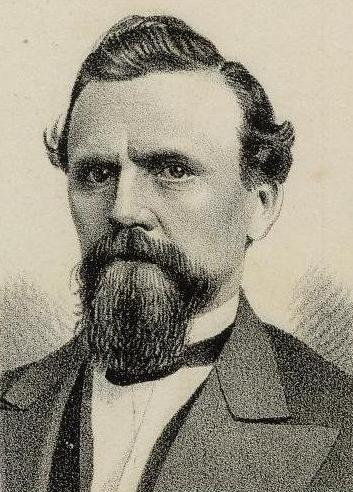
John L. MacDonald

John Lewis MacDonald (* 22. Februar 1838 in Glasgow, Großbritannien; † 13. Juli 1903 in Kansas City, Missouri) war ein US-amerikanischer Politiker. Zwischen 1887 und 1889 vertrat er den Bundesstaat Minnesota im US-Repräsentantenhaus.

## Werdegang
Noch in seiner Jugend kam der gebürtige Schotte John MacDonald mit seinen Eltern nach Nova Scotia in Kanada. Im Jahr 1847 zog die Familie weiter nach Pittsburgh in Pennsylvania. Nach einem weiteren Umzug im Jahr 1855 gelangten sie in das Scott County in Minnesota.  Nach einem Jurastudium und seiner im Jahr 1859 erfolgten Zulassung als Rechtsanwalt begann er in Belle Plaine in seinem neuen Beruf zu arbeiten. In den Jahren 1860 und 1861 war MacDonald Richter am Nachlassgericht im Scott County. Während des Bürgerkrieges war er in einem Rekrutierungsbüro beschäftigt, wo Soldaten für die Unionsarmee angeworben wurden. In den Jahren 1863 und 1864 war er zudem Bezirksstaatsanwalt im Scott County; von 1865 bis 1866 fungierte er als Schulrat in diesem Bezirk.
Politisch war MacDonald Mitglied der Demokratischen Partei. Von 1869 bis 1870 saß er als Abgeordneter im Repräsentantenhaus von Minnesota. Danach gehörte er im Jahr 1871 sowie nochmals zwischen 1873 und 1876 dem Staatssenat an. Im Jahr 1872 kandidierte er erfolglos für das Amt des Attorney General von Minnesota. 1876 wurde er Bürgermeister von Shakopee. Zwischen 1876 und 1886 war er Richter im achten Gerichtsbezirk seines Staates.
Bei den Kongresswahlen des Jahres 1886 wurde MacDonald im dritten Wahlbezirk von Minnesota in das US-Repräsentantenhaus in Washington, D.C. gewählt, wo er am 4. März 1887 die Nachfolge von Horace B. Strait antrat. Da er bei den Wahlen des Jahres 1888 dem Republikaner Darwin Hall unterlag, konnte er bis zum 3. März 1889 nur eine Legislaturperiode im  Kongress absolvieren. Nach dem Ende seiner Zeit im Repräsentantenhaus praktizierte MacDonald in Saint Paul als Rechtsanwalt. Im Jahr 1898 zog er nach Kansas City in Missouri, wo er ebenfalls als Anwalt tätig war. Dort starb er am 13. Juli 1903 an den Folgen der Verletzungen, die er bei einem Straßenbahnunfall erlitten hatte.